# 瑞典市镇

瑞典的市镇边界

市镇（瑞典語：kommun）是瑞典的地方政府机构。目前，瑞典划分为21个省，共有290个市镇。瑞典省和市镇相对独立，并无直接的隶属关系。市镇政府承担了地方行政的大部分事务，如学校、紧急事务和城市发展。

## 法律基础
1991年的地方政府法规定了市镇的几项职责，并提供了地方政府的框架，例如市镇议会选举的过程。法律还规定了任何市民如何向省法院申诉地方政府所做出的决定。
瑞典的市镇政府类似城市委员会制政府和内阁制委员政府。市镇立法议会有31至101名议员（总是奇数），选举采用名單比例代表制，市镇选举每四年与全国议会大选一起举行。市镇议会再从其成员中任命市镇执行委员会，由主席领导。瑞典市镇通常会雇佣一个或多个从政人物为市镇专员，其中一个通常为执行委员会的主席。
斯德哥尔摩市镇则部分基于自己单独的市镇政府法。